# Zomia

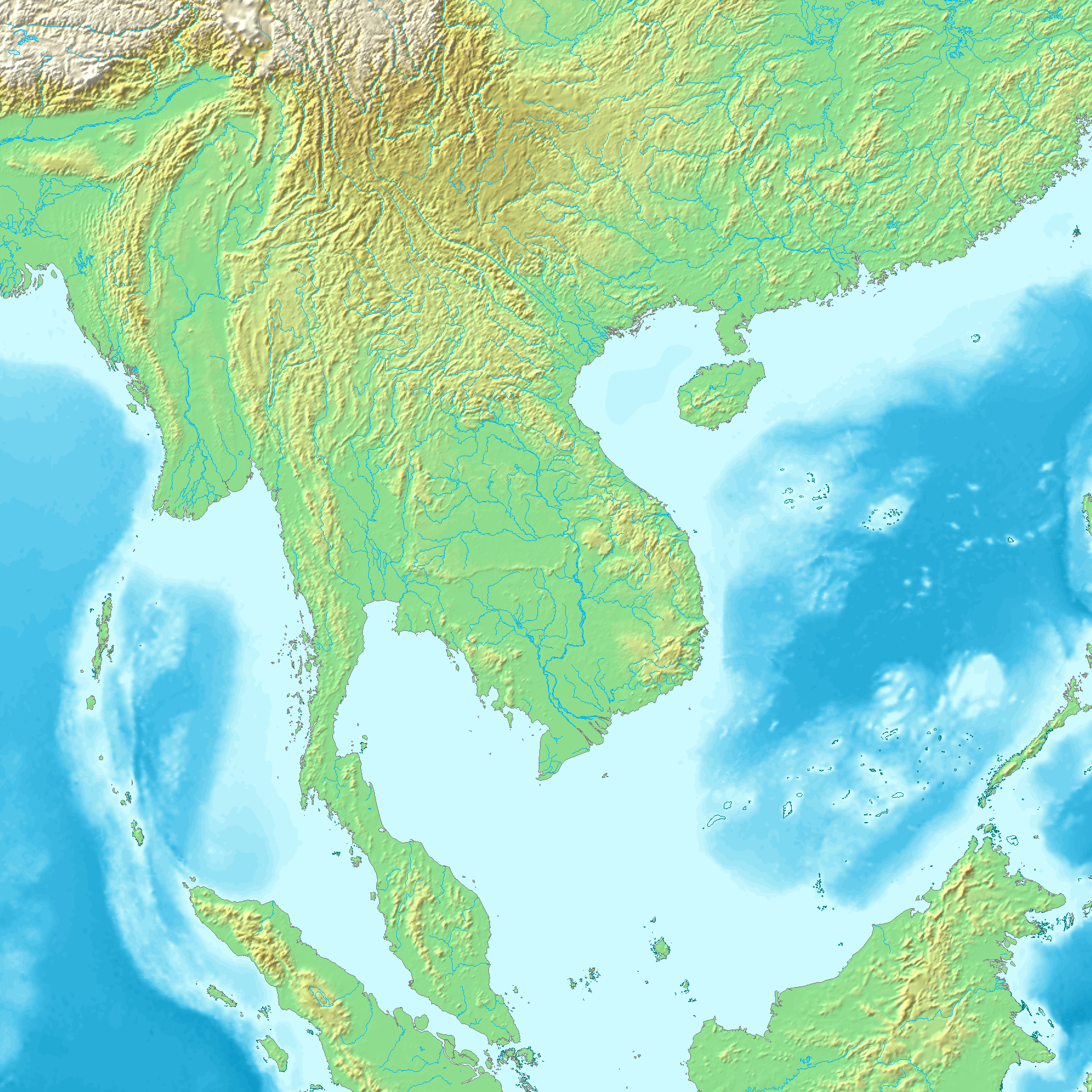
Sudeste asiático continental,

Zomia es un término geográfico acuñado en 2002 por el historiador Willem van Schendel de la Universidad de Ámsterdam para referirse al enorme macizo del sudeste asiático continental, que históricamente ha estado fuera del control de los gobiernos cuya base son los centros de población de la tierras bajas. El macizo se levantó durante la orogenia alpina, cuando las placas africana, india y cimmeria y pequeños terrenos de Asia, chocaron con la placa de Eurasia. El nombre deriva de zomi, un término común para las tierras altas en varias lenguas tibetano-birmanas que se hablan en el área de la frontera entre India y Bangladés y Birmania.
Los límites exactos de Zomia difieren entre los estudiosos: todos incluyen las tierras altas del norte de Indochina (Vietnam del norte y todo Laos), Tailandia, las montañas Shan del norte de Birmania, y las montañas del suroeste de China, otros autores la extienden hacia el oeste incluyendo el Tíbet, el norte de la India, Pakistán y Afganistán. Estas áreas comparten un relieve terrestre elevado y escarpado y han estado habitadas por minorías étnicas que han conservado sus culturas locales por residir lejos del control y la influencia del estado. Otros investigadores han utilizado el término para discutir las maneras similares que emplean los gobiernos del sudeste asiático para manejar a los grupos minoritarios.
La región cubre más de 2,5 millones de kilómetros cuadrados del espacio conocido como "Macizo del Sudeste de Asia" y su población consta de cerca de cien millones de personas rurales. Esta amplia zona está dentro del margen de nueve estados, y se extiende a través de las designaciones regionales estándar (Asia Meridional, Asia Oriental y el Sudeste Asiático). Zomia despierta interés por su diversidad ecológica y su relación con los estados, esto último ha causado debate académico entre antropólogos, y es una entidad original del estudio de las regiones culturales, una especie de Apalaches internacional.
El profesor James C. Scott, de la Universidad de Yale, utilizó el concepto de Zomia en su libro de 2009 The Art of Not Being Governed: An Anarchist History of Upland Southeast Asia para argumentar que la continuidad de las culturas étnicas que viven en estas comarcas ofrece una contranarrativa a la historia tradicional sobre la modernidad: a saber, que una vez que las personas se exponen a las comodidades de la tecnología moderna y del estado moderno, se asimilarán. Antes bien, las tribus de Zomia conocen los gobiernos estatales y las economías centradas en el estado, pero han preferido huir de ellas.
Scott añade que Zomia es la mayor zona restante de la Tierra cuyos habitantes no han sido completamente absorbidos por los estados-nación, aunque ese tiempo está llegando a su fin. Si bien Zomia es excepcionalmente diversa lingüísticamente, los idiomas que se hablan en las colinas son distintos de los que se hablan en las llanuras. Las estructuras de parentesco, al menos formalmente, también distinguen las colinas de las tierras bajas. Las sociedades de las colinas sí producen "un excedente", pero no lo utilizan para mantener a reyes y monjes. Las distinciones de estatus y riqueza abundan en las colinas, como en los valles. La diferencia es que en los valles tienden a ser duraderas, mientras que en las colinas son inestables y geográficamente limitadas. Además, sostiene que muchos rasgos que en las culturas dominantes se consideran "primitivos" o "atrasados" y que se utilizan para denigrar a los pueblos de las colinas son en realidad adaptaciones para evitar la incorporación al Estado, como la falta de una lengua escrita, los movimientos religiosos mesiánicos cambiantes o el nomadismo. Su presencia está ausente en la mayoría de las historias, ya que, como dice Scott, "es el trabajo de los campesinos mantenerse fuera de los archivos". No obstante, en realidad ve la relación entre los pueblos de las tierras altas y los de las tierras bajas como recíproca, ya que los pueblos de las tierras altas son esenciales como fuente de comercio.